# بایانگا

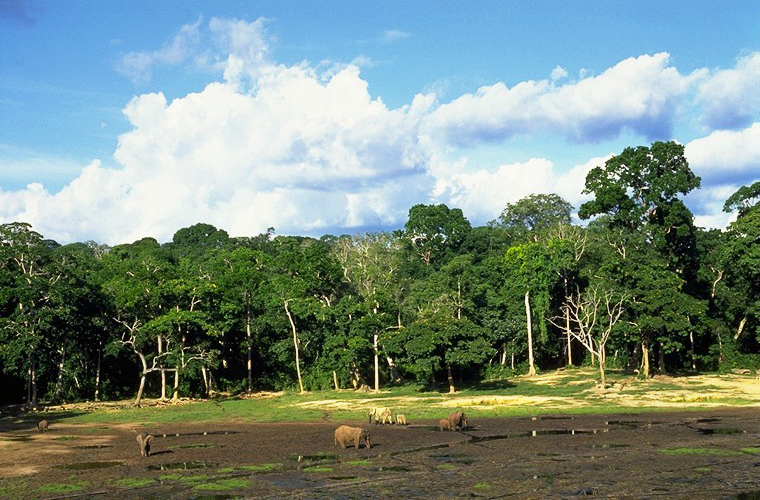
منطقه ای در افریقا

بایانگا (به لاتین: Bayanga) یک منطقهٔ مسکونی در جمهوری آفریقای مرکزی است.